# Mount Barren
Mount Barren är ett berg i Sydgeorgien och Sydsandwichöarna (Storbritannien). Det ligger i den nordvästra delen av Sydgeorgien och Sydsandwichöarna. Toppen på Mount Barren är 642 meter över havet.
Terrängen runt Mount Barren är huvudsakligen kuperad.  Trakten runt Mount Barren är nära nog obefolkad, med mindre än två invånare per kvadratkilometer. Trakten runt Mount Barren är permanent täckt av is och snö.